# Geiseltaliellus
Geiseltaliellus — це вимерлий рід ігуанових ящерів, який жив на території сучасної Західної Європи в еоцені. Він належить до родини Corytophanidae, до якого входять сучасні ящірки. Багато скам’янілостей відомо з Німеччини, Франції та Бельгії, причому найбільш добре збережені походять із ями Мессель, Німеччина. Німецький палеонтолог Оскар Кун назвав рід у 1944 році на честь долини Гейзелталь, де були знайдені перші зразки, позначивши типовий вид Geiseltaliellus longicaudus. Три нових види — G. louisi, G. lamandini та G. grisolli — були названі в 1990-х і 2000-х роках на основі більш фрагментарних залишків із Франції та Бельгії, хоча G. louisi з тих пір став синонімом G. longicaudus. У 2009 році зразки з ями Месселя були визнані такими, що належать до виду, відмінного від виду зразків G. longicaudus у Гайзелтальті, і були спільно перекласифіковані під новою назвою G. maarius.